# Tabanus umbripennis
Tabanus umbripennis är en tvåvingeart som beskrevs av Ricardo 1915. Tabanus umbripennis ingår i släktet Tabanus och familjen bromsar. Inga underarter finns listade i Catalogue of Life.